# 小川晋一
小川 晋一（おがわ しんいち、1959年5月13日 - ）は、フジテレビジョン取締役・総合事業局総合事業統括局長兼秋田テレビ取締役。2018年4月30日付現職。

## 来歴
- 1975年3月　横浜国立大学教育学部附属横浜中学校卒業
- 1978年3月　神奈川県立横浜翠嵐高等学校卒業
- 1983年3月　一橋大学社会学部卒業
- 1983年4月　フジテレビジョン入社　営業局→編成局映画部→編成局編成部プロデューサー→編成部長→編成担当部長→編成担当局長→事業局長→執行役員事業局長→執行役員編成制作局長→執行役員映画事業局長（2016年6月28日就任）[1]。→執行役員常務・総合事業局総合事業統括局長（2017年就任）[2]。→取締役・総合事業局総合事業統括局長兼秋田テレビ取締役（2018年就任）。

## 過去の出演番組
- 新・週刊フジテレビ批評（2015年1月10日放送「The批評対談　新春スペシャル」、フジテレビ）※法政大学教授・稲増龍夫と対談

## 過去の担当番組

### プロデューサー
- NIGHT HEAD
- 白鳥麗子でございます!
- 平成教育委員会（初代プロデューサー。一時番組離脱後1995年8月以降は鈴木哲夫から引き継ぎ編成企画）
- 落語のピン
- 北野富士

### 編成部
- 悪魔のKISS
- タモリのスーパーボキャブラ天国
- たほいや
- 怪奇倶楽部
- 木曜の怪談
- 大人は判ってくれない
- 鬼平犯科帳
- 5年後
- 皆殺しの數學

## 映画
- 私をスキーに連れてって
- とられてたまるか!?
- HERO
- FRIED DRAGON FISH
- バースデイプレゼント
- 本能寺ホテル

## 同期入社
- 吉田正樹（現・ワタナベエンターテインメント会長）
- 小牧次郎（現・mmbi常務取締役）
- 牧原俊幸
- 松尾紀子
- 筒井櫻子（現・フリーアナウンサー）
- 牛尾奈緒美（現・明治大学教授）